# Comuna Oceretnea, Pohrebîșce
Oceretnea (în ucraineană Очеретня) este o comună în raionul Pohrebîșce, regiunea Vinnița, Ucraina, formată din satele Dovjok și Oceretnea (reședința).

## Demografie
Componența lingvistică a satului Oceretnea
     Ucraineană (98,79%)
     Rusă (1,03%)
     Alte limbi (0,11%)
Conform recensământului din 2001, majoritatea populației satului Oceretnea era vorbitoare de ucraineană (98,79%), existând în minoritate și vorbitori de rusă (1,03%).